# Хусаиния (медресе)
Хусаиния (тат. «Хөсәения» мәдрәсәсе) — медресе при мечети Хусаиния в г. Оренбурге. Построено в 1891 году на средства и по инициативе татарского мецената Ахмеда Хусаинова и его брата Махмуда.
В медресе действовала 14-классная система. В начале XX века учебные классы были сгруппированы по разрядам: 3 начальных (ибтидаи), 4 средних (рушди), 4 переходных (игдадия), 3 высших (галия). Окончившие игдадию получали право преподавать в средней школе. Преподавание в медресе велось по новому методу (см. Джадидизм). Кроме традиционных, большое внимание уделялось светским и естественным предметам, изучению старотатарского и русского языков. В 1916—1917 учебном году в медресе было 10 классов: 4 начальных, 4 средних и 2 высших, в которых обучалось 227 учеников (шакирдов), в том числе 57 находились на пансионе. В медресе «Хусаиния» преподавали Р. Фахретдинов, С. Рамиев, С. Сунчаляй, Ш. Камал, Ф. Карими, Ш. Бурхан и др. Многие произведения мировые классиков («Марсельеза» К. Ж. Руже де Лиля, рус. текст П. Л. Лаврова, «Овод» Э. Л. Войнич, «Спартак» Р. Джованьоли, «Интернационал» Э. Потье и др.) стали известны мусульманскому читателю благодаря переводам преподавателей медресе.
Медресе Хусаиния имело богатую библиотеку с художественной, философской, педагогической литературой, учебными и периодическими изданиями на многих языках: русском, татарском, арабском, турецком, персидском и др. Некоторые воспитанники медресе участвовали в революционном движении, сотрудничали в демократической периодической печати. Забастовки и стачки шакирдов не прекращались даже после спада революции 1905—1907 годов. Многие из них впоследствии участвовали в годы гражданской войны в разгроме Колчака, Дутова и басмаческого движения. Медресе «Хусаиния» окончили многие государственные общественные деятели, поэты, писатели, деятели науки и культуры страны. В 1919/1920 учебном году медресе «Хусаиния» было переименовано в Татарский институт народного образования.